# Mesochorus intermissus
Mesochorus intermissus là một loài tò vò trong họ Ichneumonidae.